# Zlatý pohár CONCACAF 1993
Zlatý pohár CONCACAF 1993 bylo 12. mistrovství pořádané fotbalovou asociací CONCACAF. Vítězem se stala Mexická fotbalová reprezentace.

## Kvalifikované týmy
Hlavní článek: Kvalifikace na Zlatý pohár CONCACAF 1993
Severoamerická zóna - kvalifikováni automaticky:
- USA (hostitel)
- Mexiko (hostitel)
- Kanada

Karibská zóna - kvalifikováni přes Karibský pohár 1993:
- 1. místo:  Martinik
- 2. místo:  Jamajka

Středoamerická zóna - kvalifikováni přes Středoamerický pohár 1993:
- 1. místo:  Honduras
- 2. místo:  Kostarika
- 3. místo:  Panama

## Základní skupiny

### Skupina A
| Tým      | B | Z | V | R | P | VG | IG | +/- |
| -------- | - | - | - | - | - | -- | -- | --- |
| USA      | 6 | 3 | 3 | 0 | 0 | 4  | 1  | +3  |
| Jamajka  | 3 | 3 | 1 | 1 | 1 | 4  | 3  | +1  |
| Honduras | 2 | 3 | 1 | 0 | 2 | 6  | 5  | +1  |
| Panama   | 1 | 3 | 0 | 1 | 2 | 3  | 8  | :5  |

| 10. července 1993                                               |        |           |                                                            |
| Honduras                                                        | 5:1    | Panama    | Cotton Bowl, Dallas diváci: 11 642 rozhodčí: Padilla (CRC) |
| Gayle 25' Bennett 51', 69' (pen.), 83' (pen.) Pineda Chacón 54' | Report | Julio 30' | Cotton Bowl, Dallas diváci: 11 642 rozhodčí: Padilla (CRC) |

| 10. července 1993 |        |         |                                                          |
| USA               | 1:0    | Jamajka | Cotton Bowl, Dallas diváci: 11 642 rozhodčí: Ulloa (CRC) |
| Wynalda 67'       | Report |         | Cotton Bowl, Dallas diváci: 11 642 rozhodčí: Ulloa (CRC) |

| 14. července 1993              |        |                    |                                                                  |
| Jamajka                        | 3:1    | Honduras           | Cotton Bowl, Dallas diváci: 13 771 rozhodčí: Brizio Carter (MEX) |
| Jarrett 28' Davis 48' Boyd 78' | Report | Bennett 18' (pen.) | Cotton Bowl, Dallas diváci: 13 771 rozhodčí: Brizio Carter (MEX) |

| 14. července 1993      |        |             |                                                             |
| USA                    | 2:1    | Panama      | Cotton Bowl, Dallas diváci: 13 771 rozhodčí: Parisius (SUR) |
| Wynalda 69' Dooley 74' | Report | Piggott 33' | Cotton Bowl, Dallas diváci: 13 771 rozhodčí: Parisius (SUR) |

| 17. července 1993 |        |                     |                                                            |
| Jamajka           | 1:1    | Panama              | Cotton Bowl, Dallas diváci: 16 348 rozhodčí: Marrufo (MEX) |
| Davis 76'         | Report | Mendieta 50' (pen.) | Cotton Bowl, Dallas diváci: 16 348 rozhodčí: Marrufo (MEX) |

| 17. července 1993 |        |          |                                                            |
| USA               | 1:0    | Honduras | Cotton Bowl, Dallas diváci: 16 338 rozhodčí: Sawtell (CAN) |
| Lalas 29'         | Report |          | Cotton Bowl, Dallas diváci: 16 338 rozhodčí: Sawtell (CAN) |

### Skupina B
| Tým       | B | Z | V | R | P | VG | IG | +/- |
| --------- | - | - | - | - | - | -- | -- | --- |
| Mexiko    | 5 | 3 | 2 | 1 | 0 | 18 | 1  | +17 |
| Kostarika | 4 | 3 | 1 | 2 | 0 | 5  | 3  | +2  |
| Kanada    | 2 | 3 | 0 | 2 | 1 | 3  | 11 | :8  |
| Martinik  | 1 | 3 | 0 | 1 | 2 | 3  | 14 | :11 |

| 11. července 1993 |        |           |                                                                  |
| Kanada            | 1:1    | Kostarika | Estadio Azteca, Mexico City diváci: 17 000 rozhodčí: Forde (BAR) |
| Dasovic 43'       | Report | Myers 82' | Estadio Azteca, Mexico City diváci: 17 000 rozhodčí: Forde (BAR) |

| 11. července 1993                                               |        |          |                                                                     |
| Mexiko                                                          | 9:0    | Martinik | Estadio Azteca, Mexico City diváci: 40 000 rozhodčí: Alvarado (ESA) |
| Zaguinho 11', 21', 29', 54', 76' R. Ramírez 40' Hernández 90+1' | Report |          | Estadio Azteca, Mexico City diváci: 40 000 rozhodčí: Alvarado (ESA) |

| 15. července 1993      |        |                           |                                                                     |
| Kanada                 | 2:2    | Martinik                  | Estadio Azteca, Mexico City diváci: 35 000 rozhodčí: Sabillón (HON) |
| Aunger 25' Bunbury 43' | Report | Gertrude 53' Fondelot 86' | Estadio Azteca, Mexico City diváci: 35 000 rozhodčí: Sabillón (HON) |

| 15. července 1993 |        |             |                                                                    |
| Mexiko            | 1:1    | Kostarika   | Estadio Azteca, Mexico City diváci: 80 000 rozhodčí: Ramdhan (TRI) |
| Delgado 74' (vl.) | Report | Cayasso 30' | Estadio Azteca, Mexico City diváci: 80 000 rozhodčí: Ramdhan (TRI) |

| 18. července 1993          |        |                   |                                                                |
| Kostarika                  | 3:1    | Martinik          | Estadio Azteca, Mexico City diváci: 59 000 rozhodčí: Jay (USA) |
| Myers 28' Cayasso 69', 87' | Report | Tinmar 59' (pen.) | Estadio Azteca, Mexico City diváci: 59 000 rozhodčí: Jay (USA) |

| 18. července 1993                                                   |        |        |                                                                      |
| Mexiko                                                              | 8:0    | Kanada | Estadio Azteca, Mexico City diváci: 70 000 rozhodčí: Domínguez (USA) |
| Rodríguez 4', 67' Mora 24', 30' Zaguinho 32', 34' Salvador 83', 88' | Report |        | Estadio Azteca, Mexico City diváci: 70 000 rozhodčí: Domínguez (USA) |

## Play off

### Semifinále
| 22. července 1993 |              |           |                                                            |
| USA               | 1:0 (prodl.) | Kostarika | Cotton Bowl, Dallas diváci: 14 826 rozhodčí: Ramdhan (TRI) |
| Kooiman 103'      |              |           | Cotton Bowl, Dallas diváci: 14 826 rozhodčí: Ramdhan (TRI) |

| 22. července 1993                                      |     |            |                                                                    |
| Mexiko                                                 | 6:1 | Jamajka    | Estadio Azteca, Mexico City diváci: 90 000 rozhodčí: Escobar (GUA) |
| Salvador 9', 18', 34' Mora 14' Zaguinho 50' Ambriz 55' |     | Wright 17' | Estadio Azteca, Mexico City diváci: 90 000 rozhodčí: Escobar (GUA) |

### O 3. místo
| 25. července 1993 |              |            |                                                                   |
| Kostarika         | 1:1 (prodl.) | Jamajka    | Estadio Azteca, Mexico City diváci: 100 000 rozhodčí: Hayes (USA) |
| Guthrie 10'       |              | Jarret 89' | Estadio Azteca, Mexico City diváci: 100 000 rozhodčí: Hayes (USA) |

### Finále
| 25. července 1993                                     |     |     |                                                                     |
| Mexiko                                                | 4:0 | USA | Estadio Azteca, Mexico City diváci: 120 000 rozhodčí: Sawtell (CAN) |
| Ambriz 11' Armstrong 31' (vl.) Zaguinho 69' Cantú 79' |     |     | Estadio Azteca, Mexico City diváci: 120 000 rozhodčí: Sawtell (CAN) |